# Ярошовець Василь Степанович
Василь Степанович Ярошовець (4 квітня 1938, село Путиловичі, тепер Коростенського району Житомирської області — 22 березня 2018, місто Київ) — український радянський партійний діяч, секретар ЦК ВЛКСМ. Депутат Верховної Ради УРСР 10—11-го скликань.

## Біографія
Народився в селянській родині.
У 1960 році закінчив зоотехнічний факультет Білоцерківського сільськогосподарського інституту.
У 1960—1962 роках — зоотехнік районної інспекції по сільському господарству; інспектор державної інспекції по заготівлях сільськогосподарської продукції Оратівського району Вінницької області.
У 1962—1963 роках — 1-й секретар Оратівського районного комітету ЛКСМУ Вінницької області.
Член КПРС з 1963 року.
У 1963—1965 роках — головний зоотехнік Погребищенського районного виробничого колгоспно-радгоспного управління сільського господарства Вінницької області.
У 1965—1968 роках — 1-й секретар Вінницького районного комітету ЛКСМУ Вінницької області; 2-й секретар Вінницького обласного комітету ЛКСМУ.
У січні 1968 — травні 1970 року — 1-й секретар Вінницького обласного комітету ЛКСМУ.
У травні 1970 — квітні 1978 року — секретар ЦК ВЛКСМ. 
У 1978 році — інспектор ЦК КПУ.
У 1978 — серпні 1989 року — 2-й секретар Закарпатського обласного комітету КПУ. У 1982—1983 роках — радник ЦК КПРС у місті Кандагар (Афганістан).
24 липня 1989 — 1990 року — заступник голови Комітету народного контролю Української РСР. З 1990 року — начальник Головного управління контрольно-інспекційних служб, начальник Головного управління економіки Міністерства агропромислового комплексу України.
10 вересня 1997 — 13 листопада 1998 року — заступник міністра агропромислового комплексу України.
З листопада 1998 року — на пенсії. Президент Національної асоціації агроторгових домів України. З 2001 року — 1-й заступник голови Всеукраїнського союзу сільськогосподарських підприємств (з 2009 року — Аграрного союзу України).

## Нагороди
- орден Трудового Червоного Прапора
- два ордени «Знак Пошани»
- чотири медалі
- Заслужений працівник сільського господарства України